# Francisco Serrano (triathlon)
Pour les articles homonymes, voir Serrano et Francisco Serrano.
Francisco Serrano né le 4 mai 1980 à Monterrey, est un triathlète professionnel mexicain, champion du monde de triathlon cross en 2017.

## Palmarès
Le tableau présente les résultats les plus significatifs (podium) obtenus sur le circuit national et international de triathlon depuis 2006,.
| Année | Compétition                               | Pays                       | Position          | Temps           |
| ----- | ----------------------------------------- | -------------------------- | ----------------- | --------------- |
| 2019  | Ironman 70.3 Monterrey                    | Mexique                    | Médaille d'argent | 3 h 48 min 27 s |
| 2019  | Ironman 70.3 Los Cabos                    | Mexique                    | Médaille d'argent | 3 h 54 min 1 s  |
| 2017  | Championnat du monde de triathlon cross   | Canada                     | Médaille d'or     | 2 h 9 min 25 s  |
| 2015  | Championnat du monde de triathlon cross   | Italie                     | Médaille d'argent | 2 h 13 min 38 s |
| 2015  | Xterra Lake Tahoe                         | États-Unis                 | Médaille d'or     | 2 h 6 min 56 s  |
| 2014  | Ironman 70.3 Monterrey                    | Mexique                    | Médaille d'argent | 3 h 50 min 17 s |
| 2013  | Championnat du Mexique de triathlon       | Mexique                    | Médaille d'argent | 0 h 57 min 50 s |
| 2012  | Coupe panaméricaine - l'étape de Mazatlán | Mexique                    | Médaille d'or     | 1 h 54 min 48 s |
| 2012  | Xterra Mexique                            | Mexique                    | Médaille d'or     | 2 h 20 min 2 s  |
| 2010  | Coupe panaméricaine - l'étape de Mazatlán | Mexique                    | Médaille d'or     | 1 h 53 min 35 s |
| 2009  | Coupe panaméricaine - l'étape d'Ixtapa    | Mexique                    | Médaille d'or     | 1 h 55 min 49 s |
| 2009  | Coupe panaméricaine - l'étape de Mazatlán | Mexique                    | Médaille d'or     | 1 h 48 min 43 s |
| 2008  | Coupe panaméricaine - l'étape de Nevis    | Saint-Christophe-et-Niévès | Médaille d'or     | 1 h 50 min 41 s |
| 2006  | Coupe panaméricaine - l'étape d'Ixtapa    | Mexique                    | Médaille d'or     | 1 h 59 min 9 s  |